# 三號坦克
三號戰車（德语：Panzerkampfwagen III, Pz. Kpfw. III），编号为Sd. Kfz. 141，是纳粹德国在第二次世界大战中的生产的一款中型戰車。最初，為應付國際聯盟的檢查而被稱爲「排级指挥用车」（德语：Zugkraftwagen, ZW）。三號坦克擁有多種衍生及改進型，并由德軍在二戰中廣泛使用，其改進型和衍生型號一直服役到二戰結束。

## 歷史
一次大戰結束後，德國被迫簽訂《凡爾賽條約》，其中協約國禁止其發展與生產坦克:70，然而到了1920年代中期，德國軍方已體察到未來建立裝甲部隊的需求，故機動兵總司令部參謀海因茨·古德里安於1930年成立了一個工作組:43。1934年1月，陸軍武器署提出了由三號與四號两種坦克搭配組成裝甲部隊，前者作為主力，而後者則定位為支援型戰車:4。而“主力戰車”即由三號坦克來充當。為了應付調查，三號坦克最初被稱為Zugführerwagen
1935年提出的對“主力坦克”設計要求中，坦克的重量要求在15噸上下，最大速度要能達到40公里/时，并安裝一門37毫米主炮。以古德里安為代表的一些指揮官認為安裝37毫米主炮可能不足以對付未來盟軍的對手，因此，他們認為應該安裝一門50毫米主炮。不過，兵器局認為使用37毫米主炮可以借鑒已經比較成熟的技術從而使得主炮的穩定性和可靠性得到提高，而安裝50毫米主炮不但會造成坦克重量的增加，而且會使得后勤保障的難度增加。最終，因為古德里安等人的堅持，雙方最終得到一個妥協的方案——安裝37毫米主炮，但同時留出空間以方便以后安裝50毫米主炮。
在設計要求最終確定后，武器局很快向克虜伯、萊茵金屬、MAN、戴姆勒-奔馳和亨舍爾五家公司提出了設計要求，最終，戴姆勒·奔馳、MAN、亨舍爾三家公司各建造出一輛原型車出來。在測試之后，德軍將三家公司各自的原型車的優點撮合在一起，制造出了更加出色的原型車。
三號坦克在螺旋彈簧、板狀彈簧、扭力桿懸掛中選擇了扭力桿懸掛。這也使得它成為了世界上第一款使用扭力桿懸掛的坦克。扭力桿懸掛的優勢在於行程遠，壽命長，而且體積也小，并且可以減小車輛在複雜地形上行駛時產生的顛簸。使用扭力桿懸掛可以提高舒適性和瞄準時的穩定性。不過，其缺點在於保養，更換比較複雜，維修需要專門設備。
在法國戰役中，三號坦克表現不錯，但是，其火力偏小的問題卻暴露出來（在作戰中德國人發現37毫米主炮無法擊穿法軍的B1重型坦克和S-35）在此之后，三號坦克就開始換裝50毫米主炮，這使得三號坦克在之后很長時間內能保持其主力的位置。
最初換裝的50毫米Kw.K. 38 L/42火炮后來換裝為了威力更強的50毫米Kw.K. 39 L/60火炮，但是這樣改進過的三號坦克在后期仍敵不過T-34坦克和M4雪曼，因此，之后一部分三號坦克又換裝成了短管的75毫米主炮用于步兵火力支援。因為其底盤可靠性較高，因此三號坦克擁有多種改進型以及衍生性，其中就包括了三號突擊炮。

## 性能

### 火力
較早期的三號坦克裝備的37毫米主炮，與同時期的坦克相比并不落后（美国M2中型坦克同为37毫米M6火炮，而苏联BT-7安裝45毫米20K火炮，法国S35安裝47毫米SA35火炮，英国Mk.I/II巡航坦克則是40毫米的2磅炮。）但在法國戰役中，37毫米主炮卻被發現不敷所需，故法國戰役后，三號坦克開始換裝50毫米主炮。之后，隨著裝甲更厚的坦克的出現，50毫米主炮也不能滿足需要，而三號坦克也沒法裝備更強力的火炮，因此，三號坦克N型安裝的是75毫米Kw.K 37 L/24火炮，意味著三號坦克N型的任務變為了步兵支援或是進程支援。

### 裝甲
三號坦克A～C型裝甲為15毫米軋制裝甲，頂部、底部裝甲分別為10毫米、5毫米軋制裝甲。D～G型則換裝上了30毫米軋制裝甲。H～M型還通過在前方和后方附上30～50毫米裝甲的方法進一步加強防御。

### 機動性
三號坦克延續了德軍坦克的高速理念，最大速度達到40公里/時。較早期的A～D型安裝一臺邁巴赫HL108TR V形16缸汽油機，而E型以后則換裝了動力更強的邁巴赫HL120TR V形12缸汽油機。H型以后的傳動裝置都換裝為6檔的邁巴赫SSG77。量產型的三號坦克因使用扭力桿懸掛，舒適性和瞄準時的穩定性得到提高。

### 其它
早期生產的三號坦克都在尾部裝有煙霧產生器，可以通過扳下炮塔內的手柄來觸發。而后期的三號坦克在炮塔后部加裝了工具箱。

### 缺陷
因為三號坦克的尾部采用多層裝甲，因此使得后來的三號坦克作戰效率下降，加之炮塔座圈尺寸太小無法安裝長身管的75毫米Kw.K. 40火炮，導致了三號坦克退居二線的命運。

## 生產

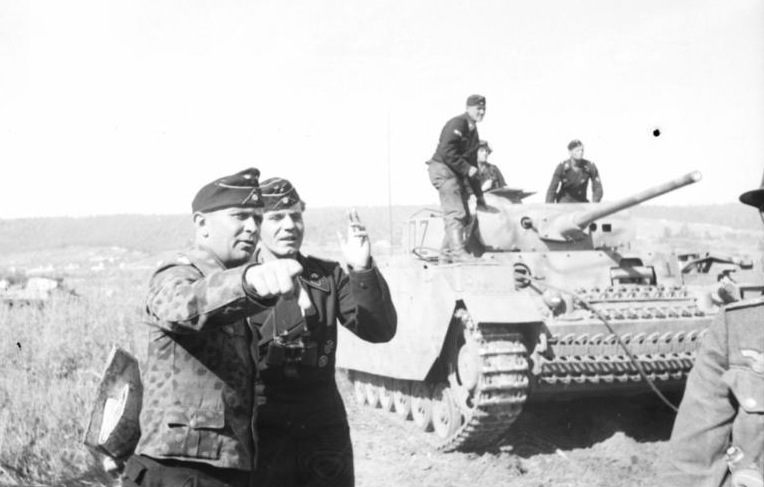
1943年7月庫爾斯克的三號坦克

因為關于設計的爭論，使得三號坦克的服役向后推遲了兩年，讓最初僅打算用作訓練的I號坦克和II號坦克在戰爭初期不得不投入作戰。在波蘭戰役爆發時，能投入作戰的三號坦克僅有98輛。直到法國戰役時才成為了主力。
在豹式坦克投產后，三號坦克的生產也停了下來。最終，三號坦克一共生產了5,644輛。一部分三號坦克的底盤在移除炮塔后，用于生产三號突擊炮。

## 作戰記錄

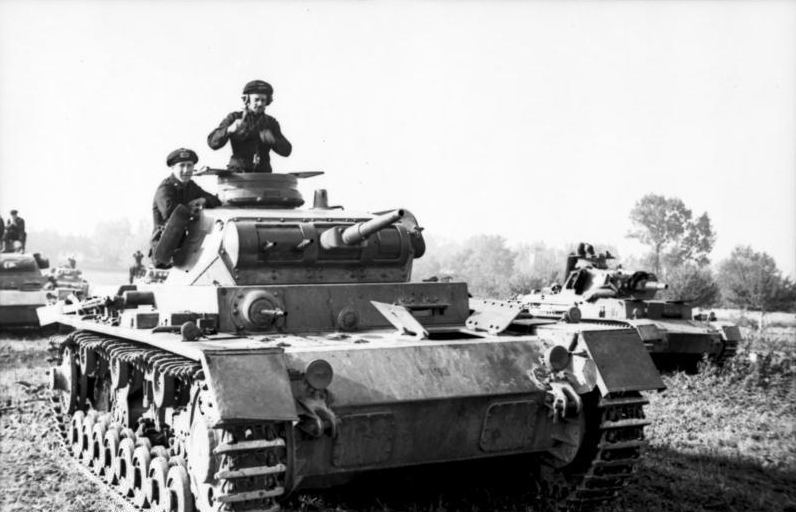
波蘭戰役中的三號坦克

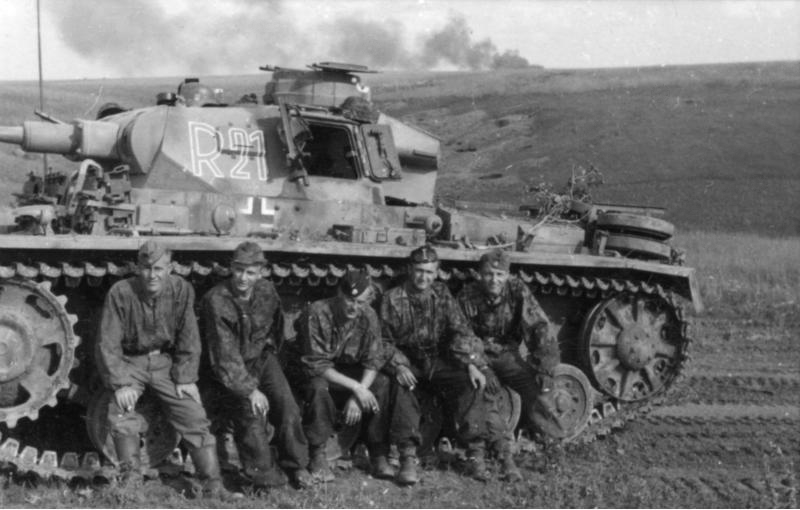
庫爾斯克戰役中的三號坦克

三號坦克在波蘭戰役、法國戰役、北非戰役j和東線的戰鬥中都有使用。
波蘭戰役爆發時，只有98輛極早期型的三號坦克（D型为主）可以使用。因此，三號坦克在波蘭戰役中并未成為主力。
一共有350輛三號坦克參與了法國戰役，儘管當時F型已經投入生產，但大部分的三號坦克安裝的還是無法有效擊穿對英法聯軍戰車裝甲的37毫米主炮。儘管如此，三號坦克仍是當時德軍最好的坦克，而且性能遠遠超過了法國的雷诺R35。
在東線時，因為東線戰場的路面條件普遍不佳，三號坦克的磨損常常比蘇聯坦克要嚴重許多。因此，三號坦克相較於裝備76.2毫米主炮與較厚裝甲的KV-1和T-34，就已經開始落伍。不過，因為當時蘇聯人裝備的主力坦克大多數還是BT坦克和T-26，加之德軍良好的訓練和三號坦克優秀的人機工程學設計，1941年，三號坦克的殲敵交換比一度達到了1:6。而自1942年中期生產的型號（J型），在換裝50毫米Kw.K. 36 L/60火炮后，三號坦克可以在500米的距離上擊穿T-34的正面裝甲，但是仍然無法有效對抗KV-1坦克。因此，在庫爾斯克會戰以后，三號坦克就隨之退居二線，用於步兵火力支援與訓練等用途。其主力地位由四號坦克和豹式坦克取代。

## 型號

### 三號坦克A型
三號坦克的最初期型號。1937年由戴姆勒·奔馳公司生產了10輛。主要武器是一門37毫米Kw.K. 36 L/46.5火炮，同時裝備了3挺MG34機槍。炮塔側面有一個側門，后方開了一個手槍孔。懸掛采用與苏联T-34相同的螺旋彈簧懸掛；這種懸掛雖然可靠性高，而且易于維護，但減震效果不佳。裝甲厚度為5～14.5毫米。

### 三號坦克B型
1937年生產了15輛。對駕駛艙進行了一些更新。使用板狀彈簧懸掛，提高了舒適性。有5輛被改造為三號突擊炮。

### 三號坦克C型
1937至1938年間生產的型號。更新了傳動軸，鏈接兩組車輪的是半橢圓形的板狀彈簧，一共生產了15輛。

### 三號坦克D型

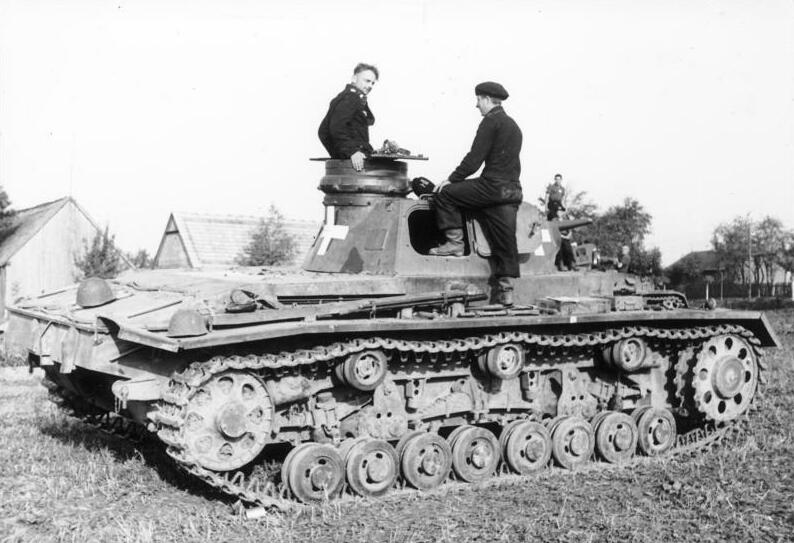
三號坦克D型

1938年生產了60輛，其中30輛是指揮型。油箱增加到3個，前方裝甲增加到30毫米。

### 三號坦克E型

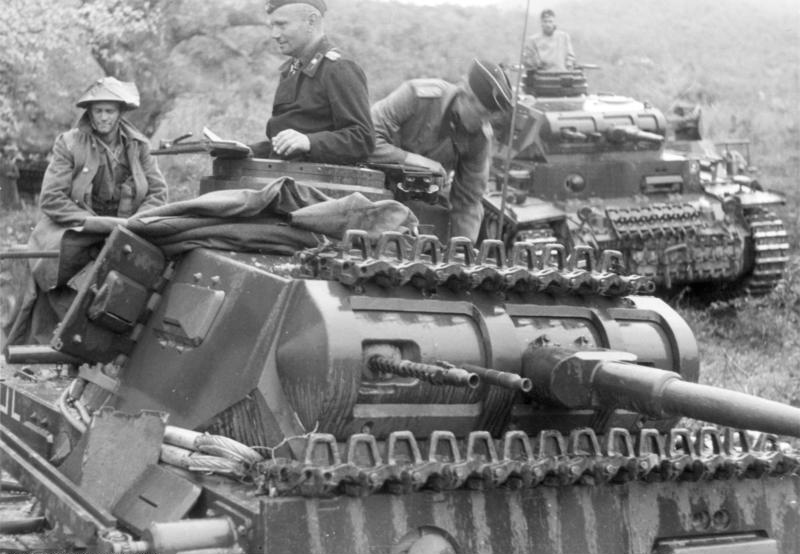
三號坦克E型

三號坦克的第一種正式量產型，从此的三號坦克都使用扭力桿懸掛。正面和側面裝甲增強到了30毫米，并重新設計了車身上的機槍支架。因為重量的增加，引擎改換為320马力邁巴赫HL120TR V12。變速器為10檔前進，4檔后退的SRG 328-145。三號坦克E型一共生產了96輛，一部分參加了波蘭戰役。

### 三號坦克F型
1939年10月開始生產，剎車進氣孔移到了底盤前方。最后生產的100輛安裝50毫米Kw.K. 38 L/42火炮。大多數三號F型參加了法國戰役。

### 三號坦克G型
1940年5月開始生產，因為法國戰役之教训而开始换装50毫米主炮，但仍有三分之一左右的G型没有换装。因為駕駛艙視野比較窄，因此使用二片式駕駛員觀察窗。三號坦克G型一共生產了约450輛，除了炮塔与三號坦克F型區別很小。
部分三號坦克G型在送往北非戰場之前擴大了散熱器以期提高工作效率，從而適應當地炎熱的環境。

### 三號坦克H型

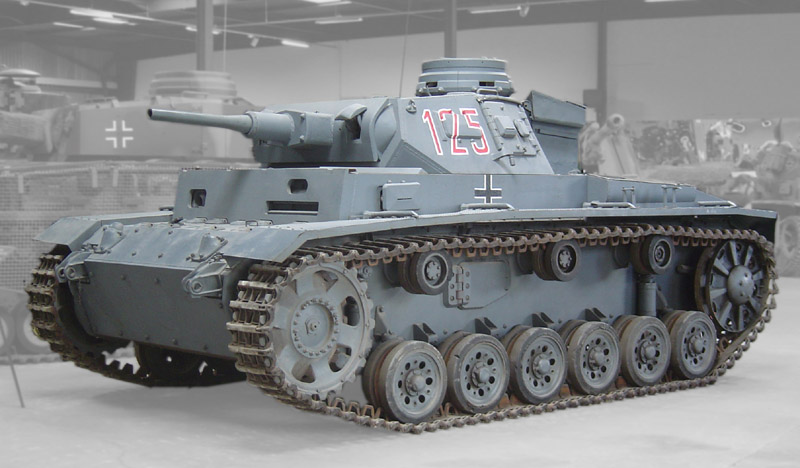
三號坦克H型

1940年末開始生產，履帶加寬了40毫米，使得履帶寬度變為400毫米，并安裝了新式的減速裝置。因為扭力桿加大，舒適度得到進一步提高。變速器更換為更加可靠的邁巴赫SSG 77。車身正面增加了30毫米軋制裝甲，炮塔后部也加厚了裝甲，全重為21.6噸。

### 三號坦克J型
三號坦克J型一共生產了2,616輛，是三號坦克产量最大的型号。分為安裝50毫米KwK. 38 L/42和50毫米Kw.K. 39 L/60的兩種類型。前裝甲提高到50毫米，側裝甲提高到32毫米。

### 三號坦克L型

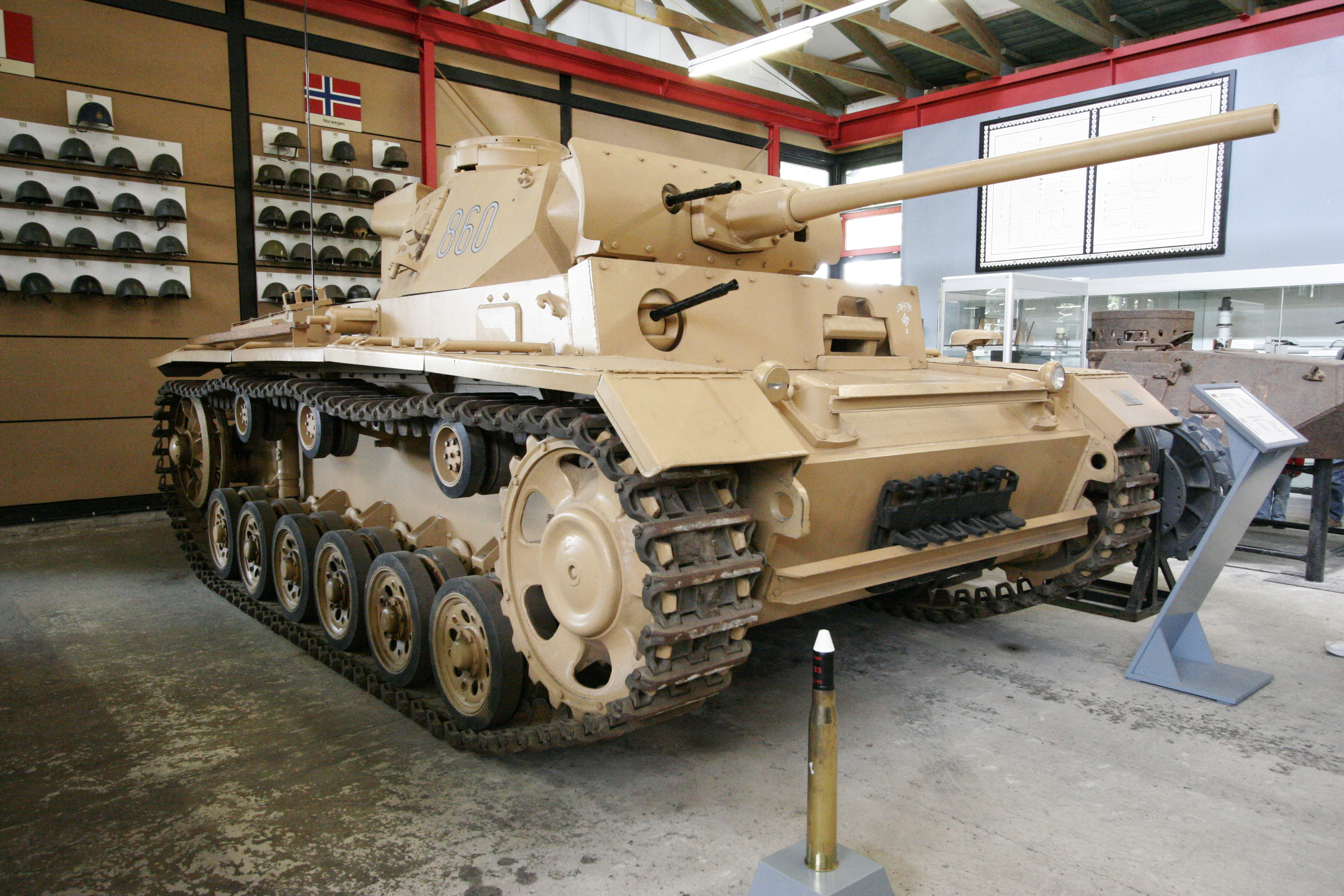
非洲军团的三號坦克L型

1942年7月投入生產，因為炮身過長，導致了重心前移，而且后坐力增加。因此，在炮的底座上安裝了卷盤式的平衡修正器。前部懸梁直徑增加了11毫米，前部裝有20毫米的附加裝甲板。后期生產的L型安裝上了IV號戰車早期型安裝的75毫米Kw.K. 37 L/24火炮。
非洲軍团裝備的三號戰車L型安裝的燃油濾清器更大，發動機蓋變成1片，并在上面開有通風口。風扇檢修孔也進行了擴大。為了防止卷起沙塵，在尾部的排氣孔下方加裝了排氣孔。

### 三號坦克M型
三號坦克M型是三號坦克L型的簡化版，1942年開始生產。為提高生產效率，手槍孔、觀察孔均被取消。為了加強對巴祖卡火箭筒等手持反坦克武器的防御力，在炮塔和側面安裝了額外的裝甲。三號坦克M型可以渡過1.3米深的河川或沼澤。

### 三號坦克N型
1942年7月，450辆三號坦克L型安装了由IV號坦克F2型升级后遗留下来的75毫米Kw.K. 37 L/24火炮，被称为三號坦克N型或三號突击坦克。鉴于前线反响良好，1943年2月又追加生产167辆。三號战场N型使用改进后的三號坦克L型炮塔，由于重心靠前故取消了炮盾前的20毫米附加装甲。1943年5月起，三號坦克N型增加了侧裙甲。三號坦克N型被广泛使用于北非戰場、东线战场和欧洲战场直到战争结束，通常在裝甲師中充當火力支援車輛的角色。。

### 三號噴火坦克
三號喷火戰車從1943年初開始以三號戰車M型為基礎改裝了100輛。主要用於東線戰場。其安裝的火焰噴射器射程達到70米，有效燃燒范圍則達到45米。同軸機槍并未拆除。由3名成員操作，全重23噸。

### 三號突擊炮
使用三號坦克拆除炮塔的底盤制成的突擊炮，安裝了長身管火炮。原來設計用作步兵支援車, 但後來因為75毫米主炮在戰場上意外地有效而充當了驅逐戰車的角色。三號突擊炮的生產成本遠低於德軍於1940年代生產的絕大多數坦克, 成本效益很高。因此，德軍一直有生產三號突擊炮直到1945年戰事尾聲，期間更有衍生出使用105毫米熘彈炮的型號。

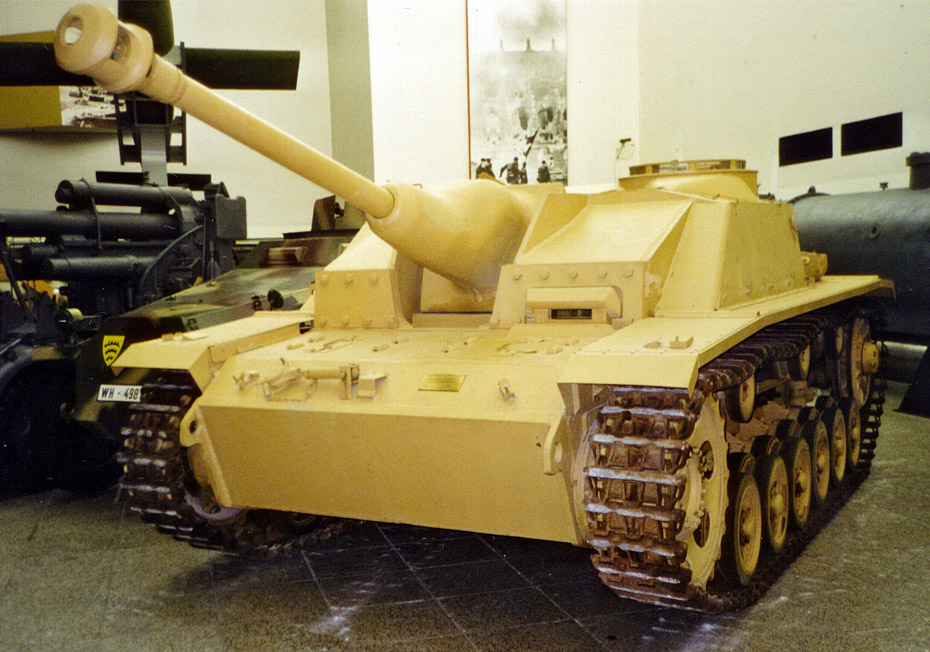
三號突擊炮

### 其它型號
| 型號           | 說明 |
| -------------- | --- |
| 三號潛水坦克   | 本來是計劃登陸英國本土時使用，共生產168輛，但是德軍未有任何一輛執行這一計劃。一部分三號坦克潛水型在1941年用於渡過德庫河。 |
| 三號掃雷戰車   | 拆除炮塔后改裝而成的掃雷戰車。                                                                                            |
| 三號炮兵觀測車 | 三號坦克改裝成的炮兵觀測車，多用於指揮自行火炮作戰。戰爭后期的改裝型甚至保留了主炮。                                      |
| 三號工兵戰車   | 用木板代替炮塔而制成的工兵戰車。木板上通常安裝架橋裝置或者操作工具。                                                      |
| 三號裝甲回收車 | 拆除炮塔后，安裝了牽引工具制成的裝甲回收車。                                                                              |
| 三號軌道車     | 在履帶下方加裝了軌道用車輪，便於在鐵軌上行走。主要用于防守東線的一些鐵路線。                                              |
| 三號戰車指揮型 | 三號戰車的指揮型，各型號都有一部分是指揮型。                                                                              |

### 實驗型號
- VK 20.01(DB)：1939年，由戴姆勒-奔馳公司生產了2輛，底盤使用了三號坦克G型的底盤，炮塔則是三號坦克H型的設計，全重22噸。因為德国对苏宣战，因此德軍決定撤銷了這款戰車的訂單。[24]

## 外国使用

### 苏联
SU-76I
蘇軍使用繳獲的三號坦克（大部分于斯大林格勒戰役中繳獲）拆除炮塔后底盤制成的驅逐戰車，安裝T-34的76毫米主炮。改裝工作由第37號工廠在1943年進行，改裝了201輛。其戰鬥室前裝甲厚35毫米，底盤前裝甲厚50毫米，側裝甲厚達30毫米。部分SU-76I又被德軍繳獲，成為了德軍的戰利品。
SU-85I
使用同樣繳獲的三號坦克改裝，與SU-76I主要的差別在於改採用T-34/85使用的85毫米主炮。不過由於該型火炮光是在T-34/85和KV-85上就供應不及，SU-85I最後未能正式量產。
T-III
蘇軍繳獲的三號坦克E和F型，其中有少数被重新塗裝為蘇聯式樣後又投入戰場。

## 評價
三號坦克十分符合德軍早期的坦克設計哲學——十分重視機動性、裝甲與火力的平衡。
從三號坦克的地位變化，足以證明二戰時坦克發展的迅速——三號坦克在戰爭初期是一款較為領先的坦克，而到了戰爭后期，儘管進行了改裝，但仍然變成了一款平庸的坦克。
以三號坦克為代表的一批坦克在早期雖然火力不夠強，但是都屬于高速且行程較大的坦克。

## 流行文化

### 電子遊戲
- 《戰爭雷霆》
- 《應徵入伍》
- 《戰車世界》

## 外部連結
- AFV Database
- Surviving Panzer III tanks（页面存档备份，存于） - A PDF file presenting the Panzer III tanks (PzKpfw. III, Flammpanzer III, StuIG33B, SU-76i, Panzerbeobachtungswagen III tanks) still existing in the world
- Panzer III in Kubinka tank museum（页面存档备份，存于）